# Buon compleanno Mr. Grape
Buon compleanno Mr. Grape (What's Eating Gilbert Grape) è un film del 1993 diretto da Lasse Hallström.
Basato sull'omonimo romanzo di Peter Hedges, il film è interpretato da Johnny Depp, Juliette Lewis e Leonardo DiCaprio, quest'ultimo candidato all'Oscar come miglior attore non protagonista.

## Trama
Nella piccola città di Endora, nell'Iowa, Gilbert Grape si occupa del fratellino Arnie, quasi diciottene affetto da disabilità intellettiva, il quale, a detta dei medici, non sarebbe nemmeno potuto arrivare a quell'età. La madre Bonnie, obesa da quando il marito si è suicidato diciassette anni prima, trascorre i giorni sul divano mangiando, fumando e guardando la televisione. Con Bonnie incapace di aver cura dei figli, Gilbert si è fatto carico della responsabilità della casa e dell'accudimento di Arnie, cosa non sempre semplice anche perché il ragazzo ha l'abitudine di arrampicarsi sul serbatoio dell'acquedotto cittadino; le sorelle si sono fatte carico del resto.
Il rapporto tra i due fratelli è basato sull'aver cura e sulla protezione, infatti Gilbert sostiene continuamente la politica del "nessuno tocchi Arnie". Gilbert lavora nella piccola drogheria Lamson della cittadina, minacciata dall'apertura di un nuovo supermercato, Foodland. Un'altra situazione spinosa è rappresentata dalla sua relazione con una donna sposata, Betty Carver, che per avere modo di incontrarlo si fa consegnare a domicilio le compere. Con tutti questi pesi sulle spalle, Gilbert cerca di gestire al meglio la sua situazione.
La famiglia è in subbuglio per il 18º compleanno di Arnie, che avverrà tra sei giorni. Le cose iniziano a cambiare con l'arrivo di una giovane donna, Becky, e di sua nonna, bloccate in città perché il loro caravan si è rotto. Gilbert ha chiaramente un'infatuazione per la nuova arrivata e, per trascorrere un po' di tempo con lei, lascia Arnie solo nel bagno, dicendogli che è abbastanza grande da asciugarsi da solo. Rientrando a casa dall'appuntamento trova il fratello ancora nel bagno, tremante, così al suo senso di colpa si unisce la rabbia della famiglia, mentre in Arnie nasce la paura di farsi il bagno.
La sua relazione con la signora Carver termina quando lei, rimasta improvvisamente vedova (il marito è accidentalmente annegato nella piscina dei bambini), lascia la città in cerca di una nuova vita. Contemporaneamente Becky si avvicina sia a Gilbert che ad Arnie e parlando con Gilbert inizia a sbloccare speranze bruciate, sogni e felicità, finché tra i due nasce l'amore. Durante una delle loro chiacchierate, Arnie si dilegua e ritorna al serbatoio idrico, cercando di scalarlo; dopo essere stato salvato viene arrestato, e la madre esce per la prima volta di casa dopo sette anni per andare a riprendere il figlio dallo sceriffo, venendo segnata a dito e derisa. All'ennesimo rifiuto di Arnie a farsi un bagno, viene fuori tutta la frustrazione di Gilbert, che lo picchia. Sconvolto e con sensi di colpa, Gilbert sale in macchina e corre via, senza pronunciare una parola. Anche Arnie corre via ma va da Becky, che si prende cura di lui per tutta la serata fino all'arrivo delle sorelle. Gilbert si reca da Becky e, distrutto, passa la notte con lei.
Il giorno dopo è il compleanno di Arnie e Gilbert decide di tornare a casa. Dopo che, durante la festa, la famiglia si è riappacificata, Gilbert presenta Becky a sua madre ancora provata per il disagio subito dallo sceriffo. Intanto la nonna di Becky ha riparato il caravan e quindi le due lasciano la città subito dopo la festa. Quella stessa sera, probabilmente per le forti emozioni di quei giorni e per gli sforzi sostenuti nel salire da sola al piano di sopra per stendersi nel suo letto dopo tanto tempo, muore la madre di Gilbert e lui decide con le sorelle di bruciare quella casa con il corpo della madre, che altrimenti sarebbe diventato nuovamente oggetto di derisione, diventando un fenomeno da baraccone. 
Il finale si conclude portando la scena a un anno dopo: mentre le sorelle di Gilbert hanno abbandonato la città ricostruendosi una vita, è quasi il 19º compleanno di Arnie, rimasto con il fratello ad Endora. Entrambi stanno aspettando sul bordo della strada l'annuale arrivo dei caravan. Giunge anche quello di Becky e della nonna, che si ferma e li fa salire, portandoli via con sé, lontano da quella città.

## Produzione
Il film è stato girato in Texas, dal 2 novembre 1992 al 26 gennaio 1993.

## Riconoscimenti
- 1994 – Premio Oscar
  - Candidatura per miglior attore non protagonista a Leonardo DiCaprio
- 1994 – Golden Globe
  - Candidatura per miglior attore non protagonista a Leonardo DiCaprio
- 1993 – National Board of Review Award
  - Miglior attore non protagonista a Leonardo DiCaprio
- 1993 – Chicago Film Critics Association Award
  - Miglior performance rivelazione a Leonardo DiCaprio
- 1993 – New York Film Critics Circle Award
  - Candidatura per miglior attore non protagonista a Leonardo DiCaprio
- 1994 – National Society of Film Critics Awards
  - Candidatura per miglior attore non protagonista a Leonardo DiCaprio
- 1995 – Guild of German Art House Cinemas
  - Miglior film straniero a Lasse Hallström
- 1994 – Love is Folly International Film Festival
  - Golden Aphrodite a Lasse Hallström